# Хелмут Вик
Хелмут Вик (Манхајм, 5. август 1915 — 28. новембар 1940) је био један од највећих асова и мајор немачке Луфтвафе током ваздушне битке за Британију.

## Рани период
Хелмут Вик је рођен 5. августа 1915. године у Манхајму у породици грађевинског инжењера. Заједно са браћом и сестрама одрастао је на различитим местима, пошто је професија његовог оца условљавала честа пресељења. Своју младост Хелмут је провео у Хајделбергу, Хановеру, Данцигу и Кенигсбергу. У Кенигсбергу је живео у близини једног аеродрома и живо се заинтересовао за летење, што је уочио његов отац и повео га са собом на један лет авионом. Иако је почео да учи за копилота, Хелмут Вик се надао да ће да приступи Луфтвафи, која је почела да се изграђује 1935. године, што му је врло брзо и успело. У време обуке за пилота ловца инструктор му је био Вернер Молдерс, са којим је касније постао добар пријатељ. Прва јединица у којој је укључен у службу била је III./ЈГ 134, којом је командовао потпуковник Макс Ибел. Ту је Вик летео на двокрилцу Арадо Ар 68. Након тога је пребачен у I./ЈГ 53 где се током јануара 1939. године први пут попео на Месершмит Бф 109. Марта месеца командир ескадриле му је био Вернер Молдерс.

## Други светски рат

### Пољска 1939.
Септембра месеца Хелмута Вика пребацују у прву ескадрилу 2. ловачког пука (I./ЈГ 2). Рат против Пољске већ је започео, но комплетан ЈГ 2 је остављен као заштита Берлина и уопште није имао током целе Пољске кампање додира са непријатељем. Касније у току те године пук је пребазиран на Запад и ту је Вик успео 22. новембра да обори свог првог непријатеља - Кертис Хоук 75 (Кертис П-36).

### Француска 1940.
Када је 10. маја 1940. године започело наступање на Западу, комодор другог пука (ЈГ 2) био је фон Билов. Током првог дана борбе Вик није успео да изврши борбени лет, пошто је мотор његовог Бф 109 захтевао дуготрајан и сложен ремонт. Упркос чињеници да је његов први техничар Зауербрај радио заједно са механичарима дан и ноћ, поправка се продужила до 21. маја када је Вик напокон могао да полети својим авионом. Заједно са пет других ловаца полетели су као пратња једног Хеншела Хс 126 који је вршио извиђачки лет. Штавише када се на небу појавило неколико француских ловаца Моран-Солније MS.406, Вик није кренуо на њих да не би оставио незаштићеног Хеншел Хс 126. Дана, 20. маја 1940. године, ескадрила у којој лети Вик, срела се са 24 француска бомбардера и ловца. Немачки ловци Месершмит Бф 109 изненада су напали неопрезне Французе и оборили 8 авиона, од којих је два оборио сам Вик.
Крајем месеца при једном борбеном лету, Вик који се одвојио од своје групе, открива два торпедоносца Фери Свордфиш. Без много размишљања кренуо је у напад, када је приметио да стрелац у једном од авиона маше белим шалом. Вик је схватио да пилот и стрелац желе да се предају. Када је британац усмерио свој авион на приземљење, Вик га је пратио кад је изненада стрелац у Сфордфишу отворио ватру из свог митраљеза највероватније мислећи да Немац није приметио сигнал за предају. Мало касније британски авион се спустио на једну њиву али се притом преврнуо. Вит се затим окренуо ка другом авиону, кога је веома брзо стигао и оборио. Ниједна од ове две победе му никад нису признате, зато што наоколо није било сведока који би потврдили обарање а такође авиони су пали на територију где су се још увек налазили савезници.
Викова слава је почела изненада брзо да расте. Дана, 5. јуна 1940. године Вит је оборио три Блоха МБ 151 и један MS.406, а следећег дана још два Блоха МБ 151. Већ 9. јуна постигао је своју 12. победу оборивши једа Бристол Бленим, и са том победом постао је пилот са највећим успехом у 2. пуку "Рихтхофен“ (ЈГ 2). За своје успехе награђен је Гвозденик крстом I реда и постављен за командира 3. ескадриле 2. пука (III./ЈГ 2).

### Велика Британија 1940.
Када је почела Ваздушна битка за Британију, нападачки дух Хелмута Вика се повећао, који су његови противници тек имали да осете. Дана, 17. јула 1940. године, противно задатку он се усмерио ка оству Вајт да потражи још неки Бристол Бленим. Уместо Бленима срео се са 14. Спитфајера који нису обраћали пажњу на један усамљени Бф 109. Вик је то искористио, приближио се задњем, нанишанио, и постигао своју 14. победу.
Своју 21. и 22. победу постигао је 26. августа, и са те две ваздушне победе 2. пук (ЈГ 2) је забележио укупно 250. победа. Већ следећег дана нестрашиви пилот ловац одликован је Витешким крстом. Када је 9. септембра унапређен у чин капетана, одмах је преузео команду над 1. ескадрилом 2. пука (I./ЈГ 2). Неколико дана касније фелдмаршал Хуго Шперле прави посету Виковом пуку и одмах оштро критикује лош изглед земаљског особља. Импулсивни Вик није мога да оћути неправедну критику врховниг команданта 3. ваздухопловне флоте и сав бесан се обратио фелдмаршалу. Капетан Вик је избројао многобројне и опширне задатке земаљског особља, које се неуморно трудило да одржи ловачке авионе у сталној бојевој готовости и да зато људи немају времена за „проклето подшишивање“. Хуго Шперле је толико био изненађен да му је у моменту монокл пао са ока. Знајући много добро да је Хелмут Вик у праву, фелдмаршал је само ћутао и нервозно гризао усне.
Са два оборена Спитфајера 1. октобра и пет других победа 5. октобра, Вик је сакупио укупно 41. ваздушну победу. За толики број победа, Вик добија храстово лишће за Витешки крст, а 19. октобра 1940. године унапређен је у мајора. Са својих 25 година Хелмут Вик је постао најмлађи мајор у Луфтфаве-у. Сутрадан је уместо Волфганга Шелмана постављен за команданта пука "Рихтхофен“.
Када би се вратио са лета у ком је оборио неки авион, шетао би и вртео пиштољ слично као амерички каубоји. Направио је и лични амблем на врху свог авиона који се састојао од црвене троугласте заставе у којој се налазио широки положени мач над којим је писало Horrido.
Виков број победа се и даље увеличавао а најчешће жртве су били Спитфајери и Харикени. Дана 5. новембра 1940. године оборио је три авиона, а следећег дана изнад Саутхемптона и острва Вајт за само 13. минута оборио је чак 5 противничких авиона. При једном полету 28. новембра изнад канала Ламанш, млади командант је оборио један Спитфајер и постигао тако своју 55. ваздушну победу. У том тренутке Вик је избио на чело свих ловачких асова у Луфтвафе - Вернер Молдерс 54. победе (нису урачунате победе из Шпаније) а Адолф Галанд 52. победе (такође без победа у Шпанији).

### Последњи лет
Касније тога дана (28. новембар) штабна ескадрила пука дигнута је у „слободни лов“ над каналом. У тој групи су летели једни од најбољих пилота ловаца током ваздушне битке за Британију: мајор Хелмут Вик, капетан Рудолф Пфланц, поручник Ерих Лаје и поручник Фиби. При приближавању оству Вајт група је наишла на групу Спитфајера која је летела ка Борнмуту. Немци су одмах напали. Није прошло много времена а Вик је постигао своју 56. победу оборивши један Спитфајер.
У даљем току борбе група губи из вида Вика и пре него што су успели Лаје, Фиби и Пфланц да га пронађу, нападнути су из висина од друге група Спитфајера. Уз велике напоре они успевају да се извуку из неравноправне борбе. Како се Лаје и Фиби били при крају са горивом, они узимају курс ка бреговитој обали Француске. Капетан Рудолф Пфланц излази из борбе на висини од 3000 метара, осврћући се, види на дистанци од пар километара два авиона како лете ка Француској обали. Претпоставио је да су то Фиби и Лаје, па прави широки вираж настављајући да трага за својим командантом. Изненада примећује да други авион од малопре примећених пуца на први. Без имало да губи ни секунд капетан се упућује максималном могућом брзином ка примећеној двојки и установљује да Спитфајер јури сто деветку. Док је Месершмит Бф 109 стрмоглаво падао ка води, немачки пилот је искочио падобраном. Пфланц ја на основу ознака падајућег авиона закључио да се ради о Хелмуту Вику. Устремио се ка Спитфајеру и са једним рафалом шаље британца у воду поред његове претходне жртве. Рудолф Пфланц прави неколико круга над површином мора но не примећује никакве знаке живота. Тражи помоћ преко радија и изричито спомиње и обарање британца, надајући се да ће прислушна служба Уједињеног Краљевства да ухвати ту поруку и пошаље своју спасилачку службу и тако спаси свог команданта. Остаје над местом пада Хелмута Вика све док није почело гориво да му нестаје и не преостајући му ништа друго, креће ка Француској обали. Тачно над обалом мотор престаје са радом и Пфланц је прунуђен да спусти свој авион на једну ливаду.
Последњи запис под именом Хелмута Вика у дневнику штапске ескадриле гласи: 28. новембар 1940. године оборен један Спитфајер над Борнмутом, време 17:30. Британски пилот који је оборио младог мајора је John Duundas, један од најбољих британаца у ваздушној бици за Британију из састава 609. РАФ ескадриле, за кога је Вик био 13. и уједно последња победа. До 16. фебруара 1941. године улогу комодора вршио је Карл-Хајнц Грајзер, а након тога за комодора и Виковог наследника је постављен Вилхелм Балтазар.
Једном приликом пилот Луфтвафе Хелмут Вик је рекао: "Докле год обарам противнике и доприносим слави пука "Рихтхофен“ и победи моје земље, ја ћу да будем срећан човек. Желим да се борим и да умрем борећи се, при томе да поведем са собом колико је могиће што више врагова".

## Породица
Фамилија се до последњег дана рата надала да је након обарања, Вик заробљен од британаца и послат преко атлантика за Канаду. Када је затражила помоћ преко црвеног крста, фамилија је добила одговор да је такав човек у заробљеништву, али се касније испоставило да је то сасвим други пилот.
Мајор Хелмут Вик се 5. августа 1939. године оженио са Урсел Ролфс (1916—1968) са којом је добио двоје деце: син Валтер рођен 1939. и ћерка која је рођена 1941. године, тек након његове смрти.

## Табела оборених авиона Хелмута Вика
| р. б. | датум               | време | име авиона    | тип авиона     | јединица     |
| ----- | ------------------- | ----- | ------------- | -------------- | ------------ |
| 1     | 22. новембар 1939.  | 12:20 | Хоук 75       | ловац          | III./ЈГ 2    |
| 2     | 20. мај 1940.       | 14:00 | ЛеО 451       | лаки бомбардер | III./ЈГ 2    |
| 3     | 20. мај 1940.       | 14:05 | ЛеО 451       | лаки бомбардер | III./ЈГ 2    |
| 4     | 5. јун 1940.        | 17:17 | Блох МБ 151   | ловац          | III./ЈГ 2    |
| 5     | 5. јун 1940.        | 17:20 | Блох МБ 151   | ловац          | III./ЈГ 2    |
| 6     | 5. јун 1940.        | 17:25 | Блох МБ 151   | ловац          | III./ЈГ 2    |
| 7     | 5. јун 1940.        | 17:30 |               | ловац          | III./ЈГ 2    |
| 8     | 6. јун 1940.        | 12:17 | Блох МБ 151   | ловац          | III./ЈГ 2    |
| 9     | 6. јун 1940.        | 12:26 | Блох МБ 151   | ловац          | III./ЈГ 2    |
| 10    | 8. јун 1940.        | 21:00 | Блох МБ 151   | ловац          | III./ЈГ 2    |
| 11    | 8. јун 1940.        | 21:10 |               | ловац          | III./Јг 2    |
| 12    | 9. јун 1940.        | 21:35 | Бленим        | лаки бомбардер | III./ЈГ 2    |
| 13    | 13. јун 1940.       | 21:10 | Фери Бетл     | лаки бомбардер | III./ЈГ 2    |
| 14    | 17. јул 1940.       | 15:07 | Спитфајер     | ловац          | III./ЈГ 2    |
| 15    | 11. август 1940.    | 11:30 | Хоук 75       | ловац          | III./ЈГ 2    |
| 16    | 11. август 1940.    | 11:34 | Спитфајер     | ловац          | III./ЈГ 2    |
| 17    | 11. август 1940.    | 11:45 | Хокер харикен | ловац          | III./ЈГ 2    |
| 18    | 16. август 1940.    | 14:35 | Хокер харикен | ловац          | III./ЈГ 2    |
| 19    | 25. август 1940.    | 18:25 | Хокер харикен | ловац          | III./ЈГ 2    |
| 20    | 25. август 1940.    | 18:30 | Спитфајер     | ловац          | III./ЈГ 2    |
| 21    | 26. август 1940.    | 17:30 | Хокер харикен | ловац          | III./ЈГ 2    |
| 22    | 26. август 1940.    | 17:35 | Хокер харикен | ловац          | III./ЈГ 2    |
| 23    | 5. септембар 1940.  | 16:10 | Спитфајер     | ловац          | VI./ЈГ 2     |
| 24    | 6. септембар 1940.  | 9:50  | Спитфајер     | ловац          | VI./ЈГ 2     |
| 25    | 7. септембар 1940.  | 18:25 | Спитфајер     | ловац          | VI./ЈГ 2     |
| 26    | 8. септембар 1940.  | 13:20 | Хокер харикен | ловац          | VI./ЈГ 2     |
| 27    | 8. септембар 1940.  | 13:30 | Хокер харикен | ловац          | VI./ЈГ 2     |
| 28    | 8. септембар 1940.  | 13:40 | Хокер харикен | ловац          | VI./ЈГ 2     |
| 29    | 25. септембар 1940. | 14:30 | Спитфајер     | ловац          | Штаб I./ЈГ 2 |
| 30    | 26. септембар 1940. | 17:40 | Спитфајер     | ловац          | Штаб I./ЈГ 2 |
| 31    | 27. септембар 1940. | 13:00 | Спитфајер     | ловац          | Штаб I./ЈГ 2 |
| 32    | 28. септембар 1940. | 14:40 | Хокер харикен | ловац          | Штаб I./ЈГ 2 |
| 33    | 30. септембар 1940. | 12:30 | Спитфајер     | ловац          | Штаб I./ЈГ 2 |
| 34    | 30. септембар 1940. | 12:35 | Спитфајер     | ловац          | Штаб I./ЈГ 2 |
| 35    | 1. октобар 1940.    | 11:40 | Спитфајер     | ловац          | Штаб I./ЈГ 2 |
| 36    | 1. октобар 1940.    | 11:45 | Спитфајер     | ловац          | Штаб I./ЈГ 2 |
| 37    | 5. октобар 1940.    | 14:58 | Хокер харикен | ловац          | Штаб I./ЈГ 2 |
| 38    | 5. октобар 1940.    | 15:00 | Хокер харикен | ловац          | Штаб I./ЈГ 2 |
| 39    | 5. октобар 1940.    | 15:03 | Хокер харикен | ловац          | Штаб I./ЈГ 2 |
| 40    | 5. октобар 1940.    | 18:35 | Спитфајер     | ловац          | Штаб I./ЈГ 2 |
| 41    | 5. октобар 1940.    | 18:45 | Спитфајер     | ловац          | Штаб I./ЈГ 2 |
| 42    | 15. октобар 1940.   | 13:45 | Спитфајер     | ловац          | Штаб I./ЈГ 2 |
| 43    | 29. октобар 1940.   | 15:29 | Хокер харикен | ловац          | Штаб/ЈГ 2    |
| 44    | 29. октобар 1940.   | 15:33 | Спитфајер     | ловац          | Штаб/ЈГ 2    |
| 45    | 5. новембар 1940.   | 14:35 | Хокер харикен | ловац          | Штаб/ЈГ 2    |
| 46    | 5. новембар 1940.   | 14:37 | Хокер харикен | ловац          | Штаб/ЈГ 2    |
| 47    | 5. новембар 1940.   | 14:40 | Спитфајер     | ловац          | Штаб/ЈГ 2    |
| 48    | 6. новембар 1940.   | 15:35 | Хокер харикен | ловац          | Штаб/ЈГ 2    |
| 49    | 6. новембар 1940.   | 15:37 | Хокер харикен | ловац          | Штаб/ЈГ 2    |
| 50    | 6. новембар 1940.   | 15:45 | Спитфајер     | ловац          | Штаб/ЈГ 2    |
| 51    | 6. новембар 1940.   | 15:46 | Спитфајер     | ловац          | Штаб/ЈГ 2    |
| 52    | 6. новембар 1940.   | 15:48 | Спитфајер     | ловац          | Штаб/ЈГ 2    |
| 53    | 7. новембар 1940.   | 15:25 | Хокер харикен | ловац          | Штаб/ЈГ 2    |
| 54    | 10. новембар 1940.  | 15:43 | Спитфајер     | ловац          | Штаб/ЈГ 2    |
| 55    | 28. новембар 1940.  | 15:10 | Спитфајер     | ловац          | Штаб/ЈГ 2    |
| 56    | 28. новембар 1940.  | 17:13 | Спитфајер     | ловац          | Штаб/ЈГ 2    |